# Новоурупский
Новоурупский — хутор в Отрадненском районе Краснодарского края.
Хутор входит в состав Отрадненского сельского поселения.

## География
Расположен на правом берегу реки Уруп, напротив станицы Отрадной.

## История
Некоторое время этот хутор носил имя Труболет.

## Население
| 2002 | 2010 |
| ---- | ---- |
| 211  | ↘154 |

- В хуторе родился Бойко, Иван Николаевич — русский и советский писатель.
- Мордюкова, Нонна Викторовна в 1942—1943 годах во время фашистской оккупации скрывалась на хуторе Труболет.